# Arosio (Alto Malcantone)
Arosio (in dialetto ticinese Ros) è una frazione di 437 abitanti del comune svizzero di Alto Malcantone, nel Canton Ticino (distretto di Lugano).

## Storia

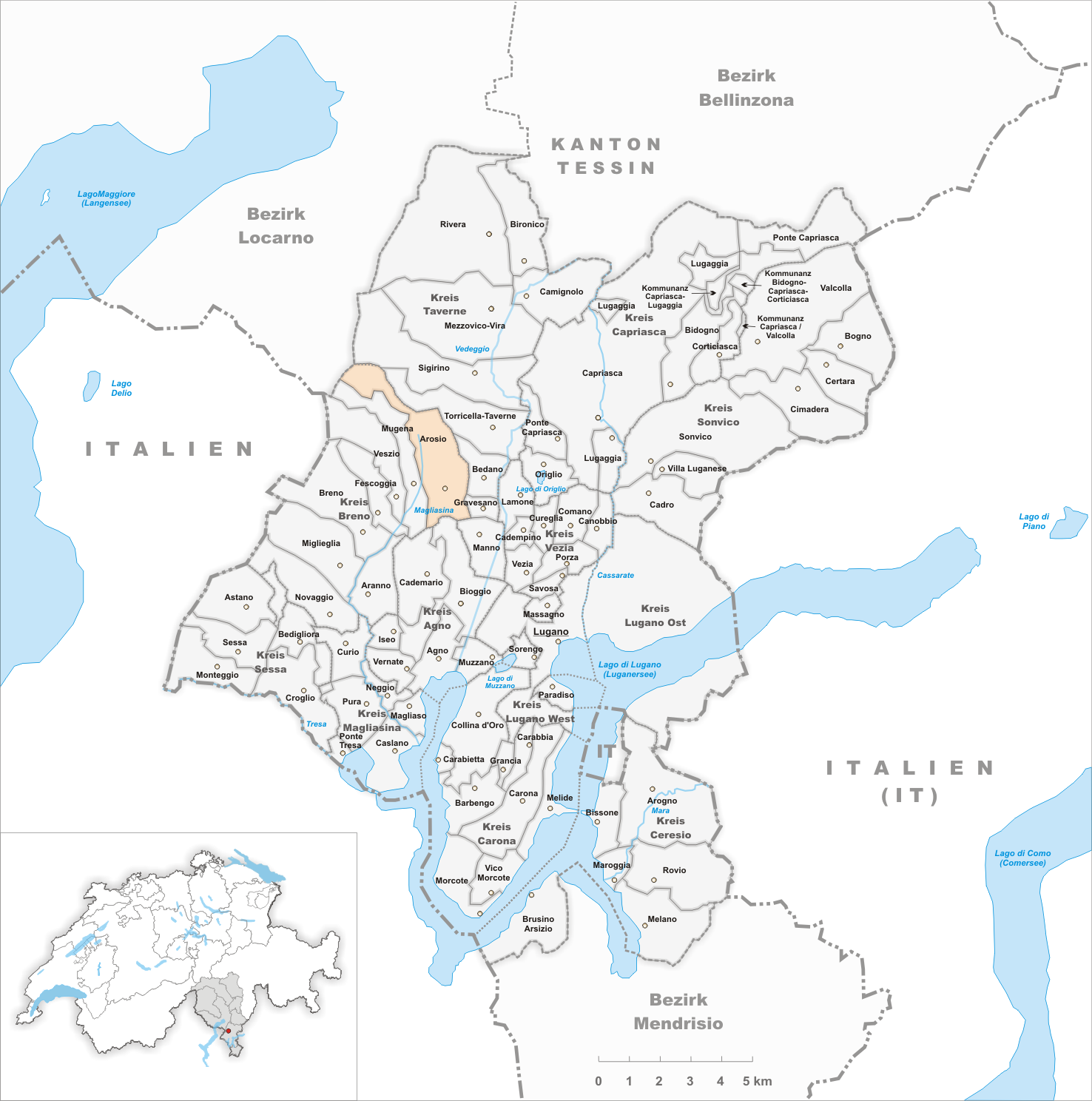
Il territorio del comune di Arosio prima degli accorpamenti comunali del 2005

Già comune autonomo che si estendeva per 6,6 km², il 14 marzo 2005 è stato accorpato agli altri comuni soppressi di Breno, Fescoggia, Mugena e Vezio per formare il comune di Alto Malcantone.

## Monumenti e luoghi d'interesse

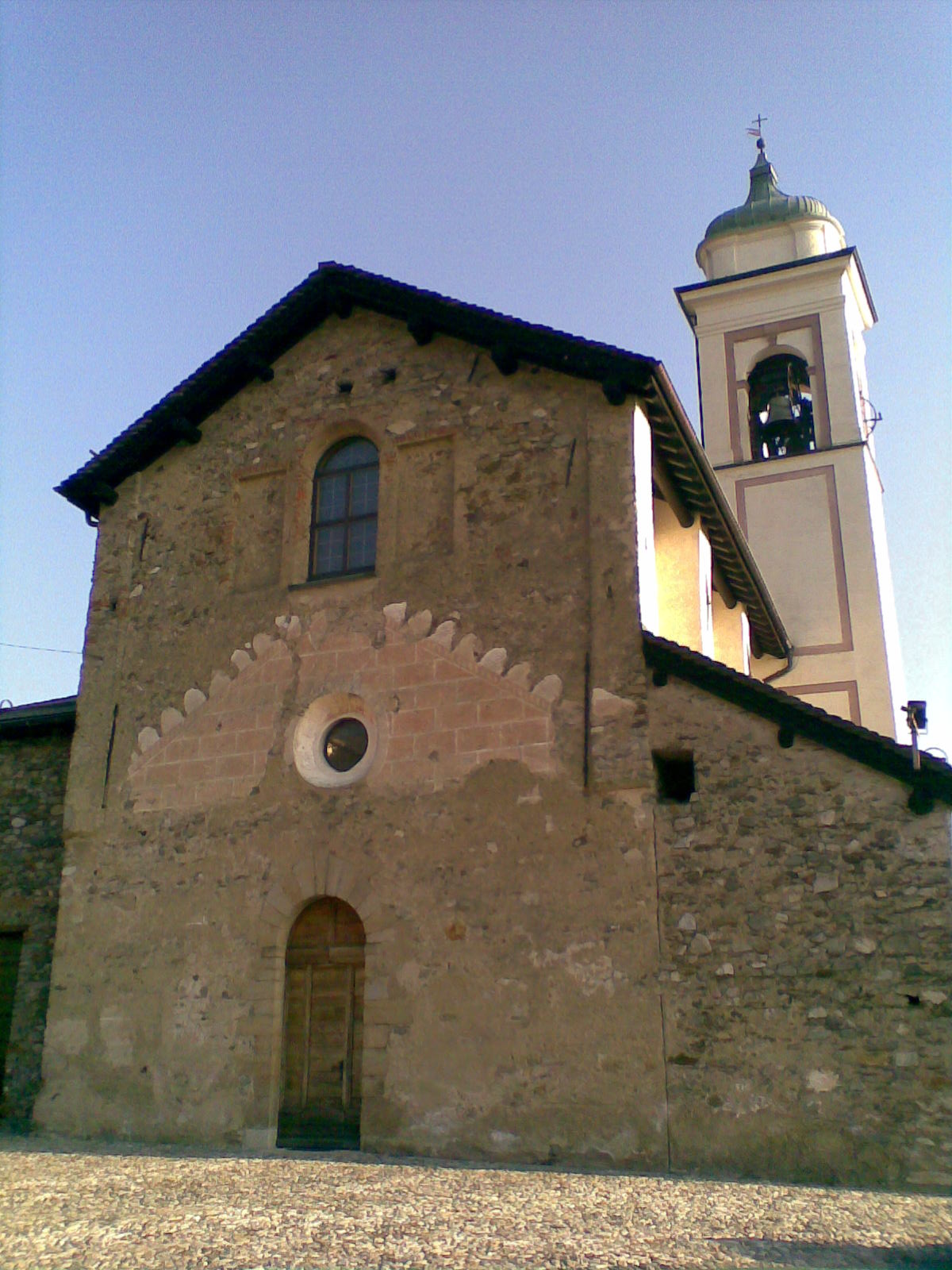
La chiesa parrocchiale di San Michele

- Chiesa parrocchiale di San Michele, attestata dal 1217[1].

## Società

### Evoluzione demografica
L'evoluzione demografica è riportata nella seguente tabella:
Abitanti censiti

## Amministrazione
Ogni famiglia originaria del luogo fa parte del cosiddetto comune patriziale e ha la responsabilità della manutenzione di ogni bene ricadente all'interno dei confini della frazione.